# Sekhemre Shedwast
Sekhemre Shedwast (cũng là Sekhemreshedwaset) là một vị pharaoh bản địa của Ai Cập cổ đại thuộc vương triều thứ 16 ở Thebes trong Thời kỳ Chuyển tiếp thứ Hai.
Tên ngai của ông, Sekhemre Shedwast, được dịch là "Sức mạnh của Re mà giải cứu Thebes", trong khi tên riêng của ông là không rõ. Sekhemre Shedwast không được chứng thực ngoài bản danh sách vua Turin, mà theo đó ông là người đã kế vị Bebiankh.
Có một giả thuyết không được chấp nhận rộng rãi cho rằng Sekhemre Shedwast có thể được đồng nhất với Sekhemre Shedtawy Sobekemsaf II, bởi vì tên ngai của họ không khác nhau quá nhiều. Nếu điều này là đúng, ông có thể đã cưới hoàng hậu Nubkhaes II và họ đã có thể có một người con trai tên là Sekhemre-Wepmaat Intef.